# وندی لارنس
وندی بارین لارنس (به انگلیسی: Wendy Barrien Lawrence) متولد ۱۹۵۹ جکسونویل در فلوریدا، فضانورد بازنشسته آمریکایی است.
وی افسر (کاپیتان) نیروی دریایی ایالات متحده آمریکا بوده، و کارشناسی ارشد موسسه فناوری ماساچوست در رشته مهندسی دریایی است.
لارنس در چهار مأموریت فضایی شرکت کرده‌است.

## جستارهای مربوطه
- پاملا ملروی
- آیلین کالینز